# Рахманінов Іван Іванович
Рахманінов Іван Іванович (1826—1897) — український вчений в галузі механіки, ректор КНУ.

## Біографія
Народився у с. Казинка Козловского повіту Тамбовської губернії, закінчив 3-тю Московську гімназію. У 1848 році закінчив Московський університет зі ступенем кандидата математичних наук. 1852 року захистив дисертацію на ступінь магістра математичних наук. 
1853 року його було призначено ад'юнктом кафедри прикладної математики Київського університету. З 1857 професор прикладної математики Київського університету (з 1881 — його ректор). Автор праць з загальних питань механіки, проблем аналітичної механіки, гідравліки, теорії пружності, геометрії поверхонь.